# Here We Go Again
Here We Go Again je druhé studiové album od americké pop-rockové zpěvačky Demi Lovato. Album vyšlo 21. července 2009 pod společností Hollywood. Na americkém žebříčku Billboard 200 píseň debutovala na prvním místě. Během prvního týdne se prodalo 108 000 kopií.

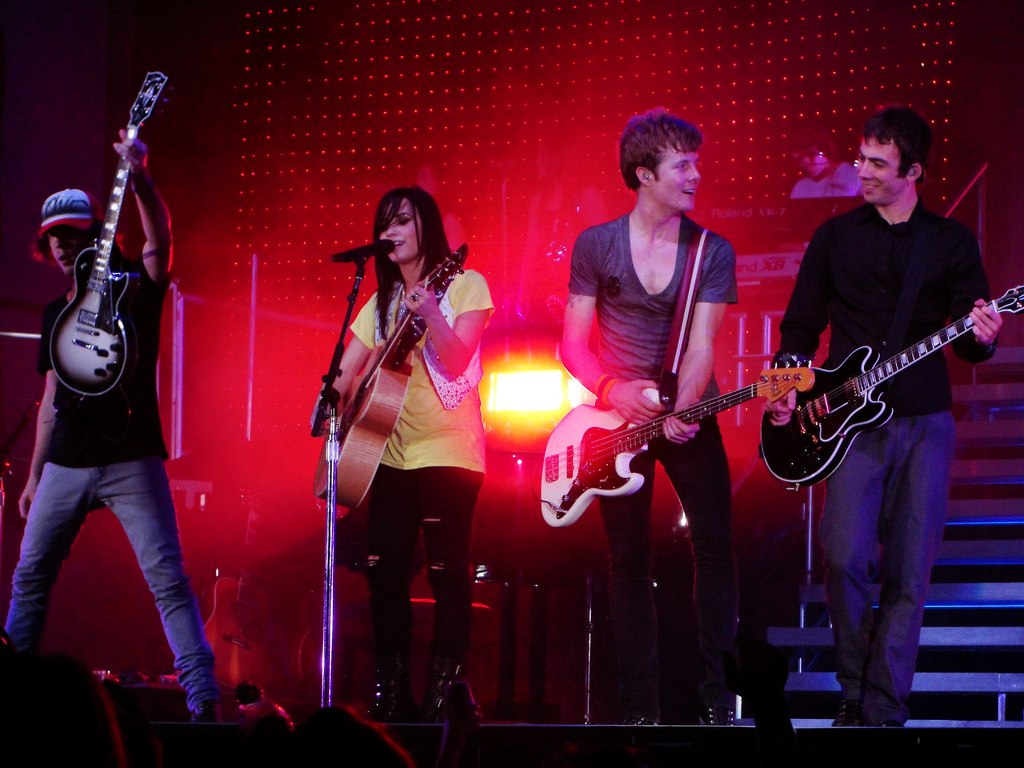
Demi zpívá píseň "Stop The World" během svého turné "Summer Tour 2009"

## Pozadí
Demi uvedla, že nové album "bude mít jiný zvuk." Na rozdíl od rockových vlivů jejího debutového alba "Don't Forget", bude toto album obsahovat více typů písní od Johna Mayera. Vyjádřila, že její předchozí album obsahovalo více zvuku od Jonas Brothers, kteří ho pomohli napsat.
Při psaní alba pracovala se svou hudební inspirací, s Johnem Mayerem, Jonem McLaughlinem, a Williamem Beckettem. Demi vystupovala se svou novou hudbou na svém letním turné v roce 2009.

## Kritika
Album dostalo skóre 65/100 od Metacritic.
Ve smíšené recenzi, PopMatters dal albu 5 hvězdiček z 10. V prosinci 2009, Allmusic zařadil Here We Go Again mezi nejlepší popová alba roku 2009.
V roce 2010 byla píseň "Catch Me" nominována na Teen Choice Awards pro Výběr milostné písně.

## Singly
"Here We Go Again" je první singl z alba. Dne 23. června 2009 byl vydán jako singl volně ke stáhnutí na internetu. Píseň se umístila na 15. místě v žebříčku Billboard Charts. O písni kolovaly fámy, že je to druhý singl z alba Here We Go Again ve Velké Británii.
"Gift of a Friend" je promo singl z alba, který byl vydán dne 8. září 2009 na podporu filmu Zvonilka a ztracený poklad, stejně jako soundtrack filmu. Hudební video uvádí Zvonilku a další různé postavy z filmu.
"Remember December" je druhý oficiální singl z alba, který byl vydán 17. listopadu 2009. Hudební video bylo natočeno 26. října 2009 a bylo vydáno 12. listopadu 2009. Tamar Anitai z MTV Buzzworthy zařadil píseň na páté místo do seznamu Top pět písní roku 2009. Píseň dosáhla 38. místa na americké hitparádě Hot Dance Club Play, ale selhal v hitparádě Billboard Hot 100. Ve Velké Británii vyšel tento song 15. února 2010, kdy píseň dosáhla 80. místa.

## Propagace
Rádio Disney uvádělo písně z alba denně od 16. července. To vedlo k tomu, že album mělo premiéru až v sobotu, 18. července s retranslací následujícího dne. Píseň Remember December byla podporována ve Velké Británii v show The Alan Titchmarch Show, Blue Peter a Freshly Squeezed během ledna a února 2010.

## Seznam skladeb

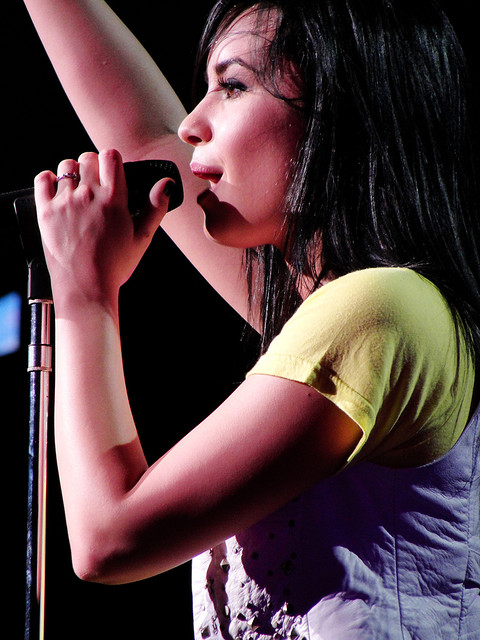
Demi zpívá píseň "Here We Go Again" na turné "Summer Tour 2009"

### Standardní vydání
| #   | Název                                                        | Autor                                      | Délka |
| --- | ------------------------------------------------------------ | ------------------------------------------ | ----- |
| 1.  | "Here We Go Again"                                           | Isaac Hasson, Lindy Robbins, Mher Filian   | 3:46  |
| 2.  | "Solo"                                                       | Scott Cutler, Anne Preven, Demi Lovato     | 3:15  |
| 3.  | "U Got Nothin' on Me"                                        | Hasson, Filian, Lovato                     | 3:38  |
| 4.  | "Falling Over Me"                                            | Jon McLaughlin, Lovato, Fields             | 4:06  |
| 5.  | "Quiet"                                                      | Cutler, Preven, Lovato                     | 2:45  |
| 6.  | "Catch Me"                                                   | Lovato                                     | 3:10  |
| 7.  | "Every Time You Lie"                                         | McLaughlin, Fields, Lovato                 | 3:49  |
| 8.  | "Got Dynamite"                                               | Gary Clark, Evan Bogart, Victoria Horn     | 3:25  |
| 9.  | "Stop the World"                                             | Nick Jonas, Lovato, P.J. Bianco            | 3:34  |
| 10. | "World of Chances"                                           | John Mayer, Lovato                         | 2:51  |
| 11. | "Remember December"                                          | Fields, Lovato, Preven                     | 3:12  |
| 12. | "Everything You're Not"                                      | Toby Gad, Robbins, Lovato                  | 3:43  |
| 13. | "Gift of a Friend"                                           | Adam Watts, Andy Dodd, Lovato              | 3:26  |
| 14. | "So Far, So Great" (song z TV seriálu Sonny ve velkém světě) | Aris Archontis, Jeannie Lurie, Chen Neeman | 2:15  |

### Evropské bonusové skladby
| #   | Název          | Autor                                         | Délka |
| --- | -------------- | --------------------------------------------- | ----- |
| 15. | "La La Land"   | Lovato, Nick Jonas, Joe Jonas, Kevin Jonas II | 3:16  |
| 16. | "Don't Forget" | Lovato, Nick Jonas, Joe Jonas, Kevin Jonas II | 3:43  |

### Speciální vydání
Pouze v Brazílii a Kolumbii byla vydána edice z turné k podpoře jihoamerického turné v roce 2010.
- Here We Go Again CD
- Bonusové DVD (Živě ze stadionu Wembley)

#### Seznam skladeb
| #  | Název                |
| -- | -------------------- |
| 1. | "La La Land"         |
| 2. | "Get Back"           |
| 3. | "Don't Forget"       |
| 4. | "Here We Go Again"   |
| 5. | "Trainwreck"         |
| 6. | "Until You're Mine"  |
| 7. | "Two Worlds Collide" |
| 8. | "Remember December"  |
| 9. | "Party"              |